# Terra bruna

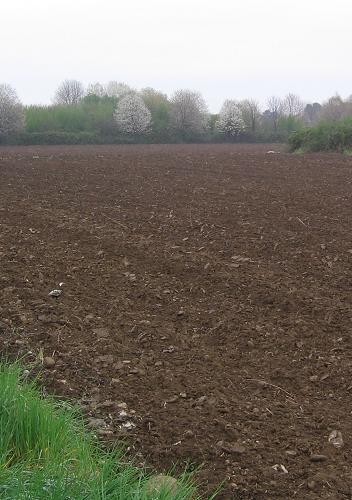
Sòl amb terra bruna

La terra bruna (en anglès:Brown earth) és un tipus de sòl. Les terres brunes es troben majoritàriament entre les latituds 30° i 55° al nord de l'Equador. Les majors superfícies cobreixen l'Europa occidental i central, grans zones de Rússia als dos costats de les muntanyes Urals, la costa est dels Estats Unts i l'est d'Àsia, especialment al Japó Corea i Xina, est d'Austràlia i Nova Zelanda. La terra bruna ocupa un 45% del terreny d'Anglaterra i Gal·les allí la terra bruna és comuna per sota dels 300 metres d'altitud sobre material permeable. Sobre aquests sòls són comuns els tipus de vegetació de boscos caducifolis, arbredes i praderia. Són de suficient fertilitat i per això molts boscos sobre terres brunes han passat a ser terres de conreu. El clima sobre el que es desenvolupa la terra bruna és temperat humit amb pluviometria anual per sota d'uns 750 litres i temperatures mensuals mitjanes entre 4 °C i 18 °C (a Gran Bretanya), sòls ben drenats amb pH generalment entre 5,0 and 6,5.

## Perfil del sòl
Generalment la terra bruna té tres horitzons anomenats A, B i C: L'hotitzó A normalment té color marronós i d'uns 20 cm de gruix. Està compost d'humus tipus mull (ben descompost) i matèria mineral. És biològicament actiu i com a resultat de l'acció barrejadora dels organismes el límit entre els horitzons A i B pot aparèixer poc definit. L'horitzó B està principalment compost de matèria mineral disgregat de la roca mare però sovint conté inclusions de matèria orgànica portada pels organismes vius especialment els cucs de terra. El seu color és més pàl·lid que el de l'hortizó A i sovint està lleugerament lixiviat per això només les bases solubles es mouen cap avall del perfil del sòl. L'horitzó C està fet del material de la roca mare, generalment és permeable i no gaire o gens àcid.

## Caracterísitques agronòmiques
Els sòls bruns són important perquè són permeables i fàcils de treballar tot l'any, en canvi els sòls de les torberes no. Malgrat el nom de bruns alguns d'aquests sòls tenen color vermell per l'abundància d'òxids de ferro. En terres brunes conreades durant molts anys el pH del sòl tendeix a ser més alcalí que els subsòl, ja que s'hi ha afegit calç agrícola durant molt de temps. En general com més plujós sigui el clima més àcides són les terres brunes.

## Classificació
El concepte de terra bruna és un dels més antics en la classificació dels sòls. A França s'inclou "sol brun acide", que tenen més ferro i alumini en l'horitzó B. Al Regne Unit aquest tipus francès s'anomena brown podzolic soil. Als països de llengua alemanya les terres brunes s'anomenen com "Braunerde." i "Parabraunerde" si presenten argila.
Els cambisòls són similars dins la World Reference Base for Soil Resources(WRB); S'anomenen Umbrisols en la WRB, i són comuns a Europa occidental i Nord-oest de la península Ibèrica.
En els climes continentals del l'est d'Europa les terres brunes perden més argila i altres minerals i s'anomenen luvisòls en la WRB.